# راکفورد (مینه‌سوتا)
راکفورد، مینه‌سوتا (به انگلیسی: Rockford, Minnesota) یک شهر در ایالات متحده آمریکا است که در مینه‌سوتا واقع شده‌است.

## خصوصیات
راکفورد ۶٫۹۲ کیلومترمربع مساحت و ۴٬۳۱۶ نفر جمعیت دارد و ۲۷۹ متر بالاتر از سطح دریا واقع شده‌است.